# Louise Dittmar
Johanna Friederieke Louise Dittmar, auch Luise Dittmar (* 7. September 1807 in Darmstadt; † 11. Juli 1884 in Bessungen) war eine deutsche Frauenrechtlerin, Frühsozialistin, Publizistin und Philosophin zur Zeit des Vormärz, die sich in ihren Büchern konsequent für die Gleichberechtigung der Geschlechter einsetzte.

## Leben und Wirken

### Herkunft und Familie
Dittmars Vater Heinrich Karl war Oberfinanzrat. Seine Frau Friederike Caroline hatte mit ihm zusammen zehn Kinder. Das Ehepaar war politisch fortschrittlich und republikanisch gesinnt, ihr Frauenbild jedoch war traditionell verhaftet. Für die Tochter Louise reichte das Geld für eine weiterführende Ausbildung nicht aus. Unter den Töchtern sollte sie die Eltern im Alter zu versorgen. Nach dem Tod der Eltern kümmerte sich Dittmar ab 1840 um die Haushaltsführung ihrer unverheirateten Brüder. Ihr Bruder Georg Hermann hatte 1833 am Frankfurter Wachensturm teilgenommen und war mit Georg Büchner befreundet. Ein anderer Bruder, Karl Anton, verheiratete sich mit der Tochter des Darmstädter Verlegers Karl Leske, der enge Kontakte zu liberalen und demokratischen Schriftstellern des Vormärz unterhielt.
Durch ihren mütterlichen Großvater, Kommissionsrat Ernst Friedrich Hegar zählte der Gynäkologe Alfred Hegar zu ihren Vettern. Auch die Gattin des Gymnasialprofessors und Direktors des Ludwig-Georgs-Gymnasiums Darmstadt, Christian Ludwig Boßler, ist eine Cousine Dittmars gewesen. Dazu entstammte sie der gleichen Beamtenfamilie wie der großherzoglich hessischen Justizminister Emil Dittmar und dessen Bruder, der hessische Landtagsabgeordnete Gustav Dittmar.

### Werdegang
Autodidaktisch begann sie sich mit Literatur, Philosophie, Staatstheorie, sozialreformerischen Ideen und Religionskritik zu beschäftigen. Der Historiker Peter C. Caldwell hält Dittmars Schriften für den einzig gezielten Versuch einer Feministin ihrer Zeit, sich an dem männlich dominierten Diskurs über diese Themen zu beteiligen. Tatsächlich verzichtete Dittmar auf literarisch-fiktionale Textsorten, um ihre Ideen zu verbreiten.
Insbesondere der Philosoph Ludwig Feuerbach beeindruckte Dittmar. Sie pflegte daher einen Briefwechsel mit ihm. Mitte der 1840er-Jahre veröffentlichte sie ihr erstes, anonym verfasstes Essay Skizzen und Briefe aus der Gegenwart. Darin sprach sie sich für Religions- und Glaubensfreiheit aus. Damit verbunden waren politische Forderungen und Vorstellungen zu wirtschaftlichen Veränderungen, die sie zu einer Lösung der sozialen Frage beisteuerte. In ihnen vertrat sie frühsozialistische Positionen. Darüber hinaus betonte Dittmar, dass grundlegende politische und wirtschaftliche Veränderungen einhergehen müssten mit der unbedingten Gleichstellung der Geschlechter. Gerade in dieser Frage erkannte sie ein Defizit der zeitgenössischen Literatur und Philosophie:
Nur in freien Verhältnissen kann das Gefühl der Unabhängigkeit Wurzel fassen, und nur aus diesem Gefühl kann das Selbstbewusstsein wachsen, wodurch man zu einem unbefangenen Urtheil über sich selbst gelangt. (…) Ich kann nicht umhin, bei denjenigen, welche die Möglichkeit ihrer Freiheit bezweifeln, das Erkennen derselben wie das Erfassen der weiblichen Natur zu bezweifeln. Sie forschen im ganzen Dasein eine unbedingt freie Stellung des Menschen zu finden, aber sie begreifen im eigentlichsten Sinn nur den Mann darunter; es bleibt immer noch ein Fäserchen Unfreiheit, an welchem die Frau hängt.
Durch derartige Ansichten war sie ihrer Zeit voraus. Im Jahr 1845 veröffentlichte sie die Satire Bekannte Geheimnisse, in der sie das liberale Bürgertum, das Juste Milieu scharf kritisierte. Kurze Zeit darauf folgte die religionskritische Schrift Der Mensch und sein Gott in und außer dem Christentum. Später gab sie das Buch Lessing und Feuerbach heraus, in dem sie ausgewählte Texte kommentierte und sich in einem idealistischen Sinne für einen kirchenlosen, an der Anthropologie geschulten Glauben einsetzte. Anerkennung fand sie bei religiösen Reformbewegungen, wie den Deutschkatholiken. Ihr vor einer Versammlung der politischen Opposition gehaltener Vortrag von 1847 hat sie als Vier Zeitfragen. Beantwortet in einer Versammlung des Mannheimer Montag-Vereins drucken lassen. Unabhängig vom Inhalt ihrer Thesen betrachtete sie den Vortrag als bedeutendes Ereignis, da zum ersten Mal eine Frau öffentlich ausspricht, „was sie unter Gewissenfreiheit versteht.“
Bis auf einige begleitende Aufsätze spielte Dittmar in der Revolution von 1848/49 kaum eine Rolle. Sie veröffentlichte zwei Bände mit politischen Gedichten und publizierte 1849 die Zeitschrift Die sociale Reform. In dieser schrieben damals bekannte Autorinnen und Autoren wie Louise Otto, Johanna Küstner, Julius Fröbel, Claire von Glümer und Malwida von Meysenbug. Allerdings musste das Projekt nach wenigen Ausgaben wieder eingestellt werden. Der jungen Claire von Glümer vermittelte Dittmar Publikationsmöglichkeiten in Louise Ottos Frauen-Zeitung.
Ihr vielleicht wichtigstes Buch erschien 1849 Das Wesen der Ehe. Nebst einigen Aufsätzen über die soziale Reform der Frauen. Erneut stritt sie für eine soziale, demokratische, gleichberechtigte Gesellschaft. In der Anthologie enthalten waren auch Aufsätze, etwa von Louise Otto, die in Dittmars Zeitschrift Die sociale Reform erstveröffentlicht worden waren. In einem Essay über die Revolutionärin Charlotte Corday stellte sich Dittmar in deren Nachfolge. Damit stieß sie auch auf Kritik selbst ihr nahestehender Frauen, denen die radikalen Vorstellungen Dittmars zu weit gingen.
In ihrer 1848 veröffentlichten Skizze Zur Charakterisierung der nordischen Mythologie versuchte sie sich an einem politisch-religiösen Germanismus. Danach liege „in der germanischen Natur“ der Trieb „nach Erkenntnis der innersten Wahrheit.“ Naturfeindlichkeit, die Trennung von Geist und Natur sei ein Kennzeichen des „Selbstverkennen(s) des Orientalen.“ Freiheit sei das Wesen der Natur und so ist „das höchste Wesen nicht der orientalische Deismus, die Nützlichkeitstheorie,“ sondern „die in sich frei gewordene Natur.“ Der „Germane aber ergriff das Wesen der Wahrhaftigkeit [...] den Hebel des Weltalls“ und darum „faßte auch die christliche Religion hauptsächlich im germanischen Elemente Wurzeln.“
Nach 1850 veröffentlichte Dittmar nichts mehr. Die Niederschlagung der Revolution und die darauf folgende Reaktion mit ihren Vereins- und Versammlungsverboten, auch für Frauen, bedeutete für sie das Ende einer politischen Utopie. Ihre letzten vier Lebensjahre verbrachte sie, schon schwer erkrankt und verarmt, bei ihren zwei Nichten in Bessungen, damals ein Dorf bei Darmstadt.

### Zitat
„Sie werden staunen, wie diese Dame unsre Philosophen und Theologen durch die Freiheit ihres Geistes beschämt.“

### Ehrungen und Auszeichnungen
Das Alten- und Pflegeheim Louise-Dittmar-Haus und die Louise-Dittmar-Straße in Darmstadt sind nach ihr benannt.

## Schriften (Auswahl)
- Skizzen und Briefe aus der Gegenwart. C. W. Leske, Darmstadt, 1845 (Digitalisat)
- Der Mensch und sein Gott in und außer dem Christenthum. Von einem Weltlichen. G. André, Offenbach am Main, 1846 Digitalisat
- Lessing und Feuerbach, oder Auswahl aus G. E. Lessing’s theologischen Schriften nebst Original-Beiträgen und Belegstellen aus L. Feuerbach's Wesen des Christenthums. Gustav André, Offenbach am Main, 1847 Digitalisat
- Vier Zeitfragen: Beantwortet in einer Versammlung des Mannheimer Montag-Vereins. Offenbach am Main, 1847 Digitalisat
- Zur Charakterisirung der nordischen Mythologie im Verhältniß zu anderen Naturreligionen. Eine Skizze. C. W. Leske, Darmstadt, 1848 Digitalisat
- Brutus-Michel. 2. verm. Aufl. C. W. Leske, Darmstadt 1848 Digitalisat
- Wühlerische Gedichte eines Wahrhaftigen. J. Bensheimer, Mannheim, 1848 Digitalisat
- Das Wesen der Ehe. Otto Wigand, Leipzig, 1849 Digitalisat
- Bekannte Geheimnisse. C. W. Leske, Darmstadt 1845 Digitalisat